# Flumazenil
Flumazenil, též Flumazepil nebo Ro-15-1788, je derivát imidazobenzodiazepinu, používaný jako specifické antidotum benzodiazepinů. Jedná se o antagonistu, který kompetitivně inhibuje účinky látek, které působí na centrální nervovou soustavu prostřednictvím GABA receptorů. V České republice je registrovaný v přípravcích Anexate a Flumazenil Pharmselect.